# Zebrzydowa (stacja kolejowa)
Zebrzydowa – stacja kolejowa w Zebrzydowej, w województwie dolnośląskim, w gminie Nowogrodziec w Polsce. Stacja oddana do użytku w 1846 po przedłużeniu linii z Bolesławca w kierunku Węglińca. W 2006 roku przeprowadzono gruntowny remont.

## Ruch pasażerski
| Rok  | Wymiana pasażerska na dobę |
| ---- | -------------------------- |
| 2017 | 300-499                    |
| 2022 | 200-299                    |

## Połączenia
- Wrocław Główny
- Legnica
- Węgliniec
- Zgorzelec
- Lubań Śląski
- Görlitz